# Jérôme Koko
Jérôme Koko est un ingénieur et cadre congolais du secteur pétrolier, principalement connu pour avoir dirigé la filiale congolaise du groupe italien Eni dans les années 2000,. Il a également été à la tête de la Société nationale des pétroles du Congo (SNPC) entre 2010 et 2018.

## Formation
Jérôme Koko a suivi des études d'ingénierie en Italie, où il obtient un diplôme d'ingénieur au début des années 1980.

## Carrière
Il intègre en 1984 la filiale congolaise d'Agip, devenue ensuite ENI Congo. Il y gravit les échelons jusqu’à en devenir le directeur général à la suite de Claudio Descalzi. Il reste à ce poste jusqu'en avril 2009, date à laquelle il est remplacé par l’Italien Luigi Piro.
Après son passage dans le secteur privé, il est nommé à la tête de la SNPC en décembre 2010 où il restera en poste jusqu'en 2018, remplacé par Maixent Raoul Ominga.